# Van Duzen River
Der Van Duzen River ist ein rechter Nebenfluss des Eel River im Nordwesten des US-Bundesstaates Kalifornien. Der 96 km lange Fluss entwässert ein Areal von etwa 1113 km².
Der Van Duzen River entspringt am Südwesthang des Hettenshaw Peak im Trinity County. Er schlängelt sich in überwiegend nordwestlicher Richtung durch das Kalifornische Küstengebirge. Die State Route 36 folgt dem Flusslauf. Die Ortschaften Dinsmore und Bridgeville sowie der Grizzly Creek Redwoods State Park befinden sich am Van Duzen River. Der Fluss mündet schließlich im Humboldt County südlich von Fortuna, etwa 20 km von der Pazifikküste entfernt, in den Eel River. Der U.S. Highway 101 überquert den Fluss kurz vor der Mündung.
Der Van Duzen River ist einer von wenigen Flüssen in Kalifornien, an denen keine Dämme vorhanden sind. Der Fluss bietet Lebensraum für verschiedene Wanderfische wie dem Königslachs, dem Silberlachs, der Steelhead-Forelle und der Cutthroat-Forelle.
Am 19. Januar 1981 wurden insgesamt 640 km im Flusssystem des Eel River als National Wild and Scenic River ausgezeichnet. Dabei wurde der Van Duzen River unterhalb der Dinsmore Bridge unter Schutz gestellt.